# Amiota planata
Amiota planata är en tvåvingeart som beskrevs av Chen och Masanori Joseph Toda 2001. Amiota planata ingår i släktet Amiota och familjen daggflugor. Inga underarter finns listade i Catalogue of Life.